# Emílio Campos Coroa
Emílio Campos Coroa (Beja, 2 de Setembro de 1928 - Faro, 25 de Outubro de 1985) foi um médico, escritor e dramaturgo português.

## Biografia

### Nascimento e educação
Emílio Campos Coroa Nasceu na cidade de Beja, em 2 de Setembro[carece de fontes?] de 1928.
Licenciou-se na Faculdade de Medicina da Universidade de Coimbra, onde se especializou em oftalmologia, Ciências Pedagógicas, hidrologia, climatologia e tisiologia social.

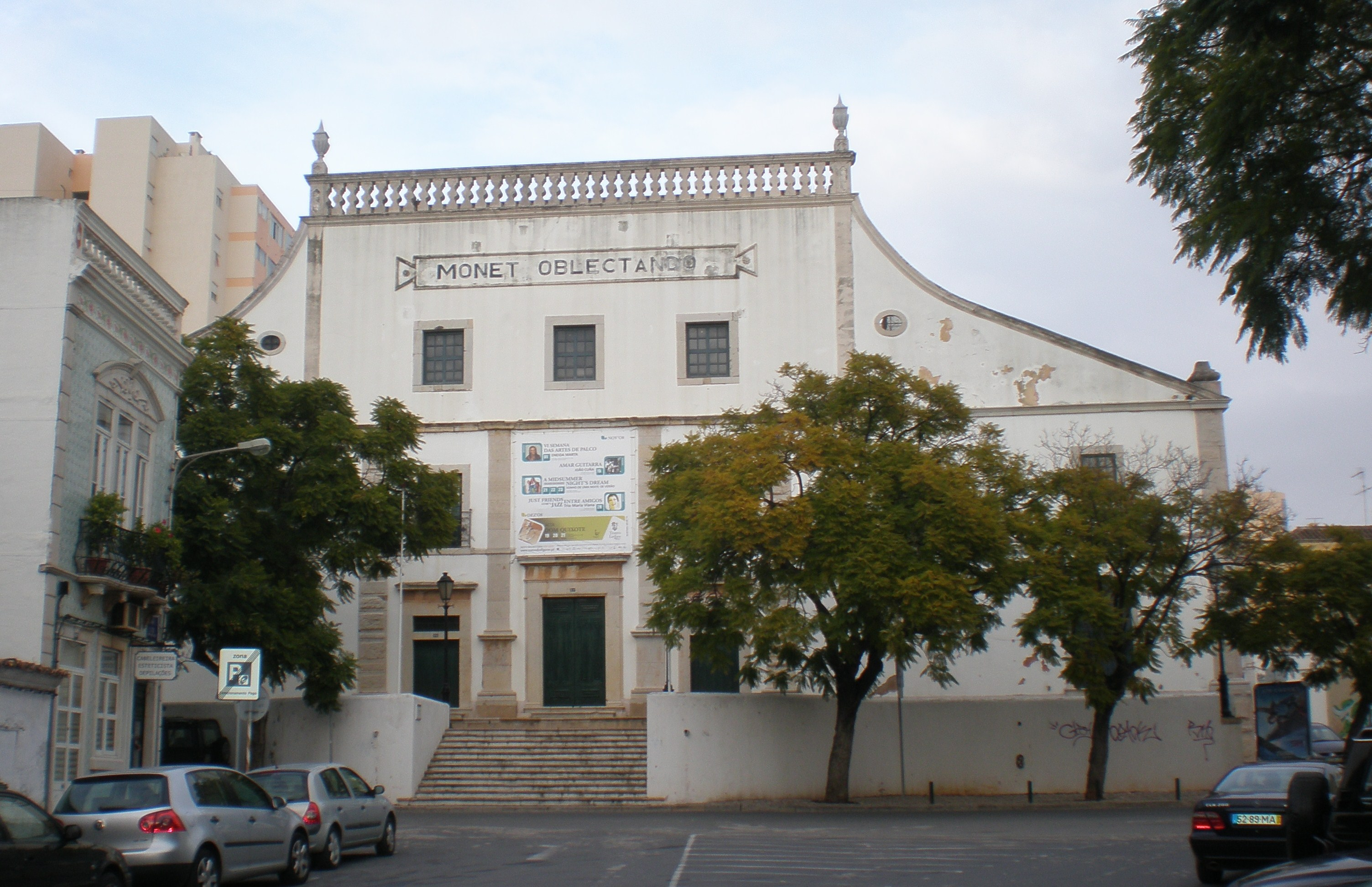
Teatro Lethes, em Faro.

### Carreira profissional, política e artística
Foi médico escolar do distrito de Faro, ensinou Noções de Higiene, Enfermagem e Puericultura na Escola do Magistério Primário, e exerceu como oftalmologista nas cidades de Portimão e em Faro.
Foi candidato pela Oposição Democrática durante as eleições de 1969, e depois da Revolução de 25 de Abril de 1974 fez parte da Assembleia Municipal de Faro. Fundou as delegações regionais do Partido Socialista e do Partido Renovador Democrático no Algarve.
Ainda durante os seus estudos, colaborou no Teatro dos Estudantes da Universidade de Coimbra. Continuou as suas actividades teatrais quando se estabeleceu no Algarve, tendo sido um dos principais dinamizadores do teatro naquela região. Colaborou com o Círculo Cultural do Algarve, e criou o Grupo de Teatro Lethes de Faro, onde também foi encenador de várias peças, que depois representou noutros pontos do Algarve, em Lisboa, nos Açores e em França.
Em 1960, o Grupo do Teatro Lethes realizou e interpretou a película O Infante de Sagres. Em 1965, o grupo foi convidado para representar em Lisboa, no âmbito das comemorações nacionais do V centenário do nascimento de Gil Vicente, tendo levado à cena a peça Trilogia das Barcas, no Teatro de São Carlos, onde Emílio Campos Coroa participou como actor.
Emílio Campos Coroa também foi escritor, tendo publciado um grande número de obras em prosa e poesia, destacando-se os livros O Teatro Amador de Faro (1964) e Tunel (1976).

### Falecimento e família
Faleceu em 25 de Outubro de 1985, na cidade de Faro.
Tinha um irmão, José de Campos Coroa, e estava casado com a actriz Maria Amélia Saraiva Vieira Campos Coroa, que faleceu em 2011

## Homenagens
Emílio Campos Coroa foi por duas vezes homenageado com o 1.º Prémio de Encenação do Secretariado Nacional de Informação. Foi condecorado com a Medalha de Mérito Grau Ouro pela Câmara Municipal de Faro, que também colocou o seu nome numa rua da cidade. O nome de Emílio Campos Coroa também foi dado à nova sede do Instituto Nacional para o Aproveitamento dos Tempos Livres em Faro. Em 2006, a autarquia de Albufeira também colocou o seu nome numa rua.